# The Scarlet Letter (roman)

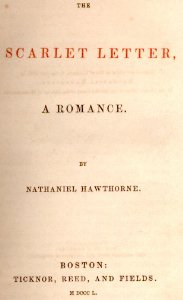
Titelblad van de eerste uitgave

The Scarlet Letter, A Romance, Nederlands: De Scharlaken Letter is een  roman van Nathaniel Hawthorne uit 1850. Het boek wordt beschouwd als zijn magnum opus en is een van de bekendste en meestgelezen werken uit de Amerikaanse literatuur. Hawthorne exploreert in dit boek vooral de thema's legalisme, zonde en schuld en de verhouding tussen het individu en de maatschappij. Het wordt vaak beschouwd als de eerste Amerikaanse psychologische roman.

## Inhoud
Dit verhaal binnen een verhaal begint met een 19e-eeuwse verteller die zijn ontdekking meedeelt van een vreemd manuscript dat hij aantrof in het douanekantoor in Salem, Massachusetts. Het was verpakt in een scharlaken doek, versierd met een goudkleurig geborduurde letter "A", en onthulde het verhaal van Hester Prynne, een vrouw die in de 17e-eeuwse puriteinse nederzetting had gewoond. Omdat hij juist zijn baan had verloren, besluit de verteller een roman te schrijven, gebaseerd op het manuscript.
Het verhaal speelt zich af in het 17e-eeuwse puriteinse Boston, Massachusetts, een van de jonge Engelse kolonistennederzettinkjes van de Massachusetts Bay Colony, aan de Amerikaanse frontier. De bewoners zijn Engelsen, uitgeweken omdat ze vonden dat de Anglicaanse Kerk in hun land nog te veel rooms-katholieke trekken vertoonde. Het verhaal beslaat de jaren 1642-1649. Hester Prynne is een jonge en mooie vrouw, opgegroeid in Engeland, die door het huwelijk gebonden is aan een oude man. Ze is hem vooruitgegaan naar Amerika maar hij is na bijna twee jaar nog niet verschenen en kan redelijkerwijze overleden geacht worden. Hester begint een verborgen verhouding met de jonge predikant Arthur Dimmesdale. Ze wordt zwanger en er is geen echtgenoot bekend, dus geldt haar kind als buitenechtelijk en Hester als een zondige, "gevallen" vrouw. Ze had ter dood veroordeeld kunnen worden, maar zo ver willen de magistraten niet gaan. Ze wordt opgesloten. Haar wordt opgedragen levenslang op haar kleed een scharlaken letter "A" dragen ("A" van Adultery, overspel). Bovendien moet ze drie uur op het schavot staan, blootgesteld aan publieke vernedering. 
Het eigenlijke verhaal begint nadat het kind geboren is, en zij uit de gevangenis komt en met de baby het schavot betreedt. Op weg naar het schavot ergeren veel van de vrouwen zich aan haar schoonheid en stille waardigheid. Hester wordt opgeroepen om de naam van de vader van haar kind te noemen. Zelfs de predikant Dimmesdale zet haar onder druk, maar Hester weigert. Op diezelfde dag voegt haar verloren gewaande echtgenoot zich bij de menigte en ziet hoe zijn jonge bruid de vernederingen moet ondergaan. Hester herkent de kleine misvormde man in de menigte als haar verloren gewaande echtgenoot. Als hij hoort waarom zijn vrouw op het schavot staat, schreeuwt hij uit dat de vader van dat kind ook veroordeeld moet worden, en hij zweert dat hij hem koste wat het kost zal vinden. Hij geeft haar een teken dat ze zijn identiteit moet verzwijgen. Hij vestigt zich als arts in Boston onder de naam "Roger Chillingworth." Hij bezoekt Hester na haar vernedering in haar cel en brengt haar en het kind met zijn geneesmiddelen tot rust. Hester weigert ook hem de naam van haar minnaar op te biechten. Zij belooft hem wel dat ze nooit zal verraden dat hij haar echtgenoot is om hem de schande te besparen. Hij waarschuwt haar dat ze, mocht ze dat ooit doen, hij de vader van het kind zal doden.

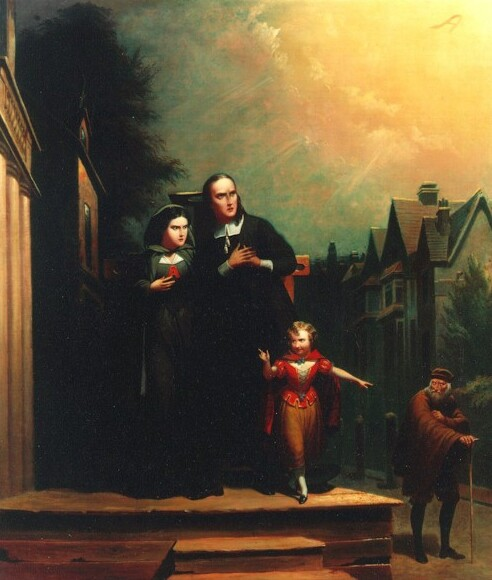
The Scarlet Letter, olieverfschilderij van T. H. Matteson (1860)

Na haar vrijlating vestigt Hester zich in een huisje aan de rand van de stad en onderhoudt zich met wat ze verdient met haar naaiwerk. Zij heeft haar zondebesef geïnternaliseerd en als boetedoening doet zij liefdadigheidswerk onder armen en zieken. Zij blijft sociaal geïsoleerd maar gaandeweg verwerft zij zich ook achting. In haar eenzaamheid komt ze los van het strenge puritanisme. Haar dochter Pearl heeft een heel ongewoon karakter. Als kind is zij gefascineerd door de scharlaken "A", en als ze ouder wordt, begint ze zich grillig en onhandelbaar te gedragen, zodanig zelfs dat magistraten Pearl van haar moeder weg willen nemen. Het is Dimmesdale die hen hiervan afhoudt. Pearl richt zich ook tot haar verzwegen vader, zoals ze zelfs als baby op het schavot heeft gedaan. Van tijd tot tijd vraagt ze aan haar moeder waarom Dimmesdale steeds zijn hand op zijn hart houdt. Op een nacht beklimt Dimmesdale het schavot en schreeuwt zijn wroeging uit. Een publieke bekentenis van zijn vaderschap durft hij niet aan. Hester en Pearl komen langs en het kind vraagt aan Dimmesdale of hij de volgende dag daar met haar en haar moeder komt staan. Zij zoekt haar vaders erkenning maar deze blijft weigerachtig.
Hesters echtgenoot is in hetzelfde huis komen te wonen als de predikant en gaat veel met hem om en behandelt zijn steeds verslechterende gezondheid. Hij blijft diens wroeging opstoken door hem voor te houden hoe zwaar een onopgebiechte zonde iemand kan bedrukken. Op een keer ontbloot hij Dimmesdales borst en ziet daar de letter A. 
Uiteindelijk besluit Hester Chillingworths ware identiteit en zijn wraakzucht bekend te maken aan Dimmesdale. Zij wacht hem op in het woud wanneer hij terugkomt van een bezoek aan een zendeling onder de indianen. De twee worden nu weer een paar en besluiten samen terug in Europa een nieuw leven te beginnen. Hester maakt de scharlaken letter los en gooit die weg. Op dat punt breekt de zon door de sombere wolken: de natuur zegent hun hernieuwde verbintenis. Pearl speelt wat verderop. Haar moeder roept haar maar ze wil pas terugkomen nadat haar moeder de letter weer opgespeld heeft. Dimmesdale kust haar maar zij wast die kus weg in het water van het beekje: zij wil eerst erkend worden voordat ze zich laat kussen. Als Dimmesdale de stad binnenloopt, voelt hij zich wonderlijk vitaal maar hij moet neigingen onderdrukken om ongepaste dingen te zeggen tegen mensen die hem begroeten.
Er ligt juist een schip in de haven dat naar Bristol zal varen. Hester regelt de overtocht met de kapitein. Die praat zijn mond voorbij, en Chillingworth raakt op de hoogte en wil nu ook passage nemen om zijn wraak voort te zetten. Het is dan jaarmarkt en er is een verkiezing geweest. Het is Dimmesdales taak om een verkiezingspreek te houden. Dat wordt de indrukwekkendste van zijn carrière, maar daarna zijn zijn krachten opgebruikt. Hij loopt nog mee in een plechtige processie van militairen, muziekmakers en bestuurders. Dan stort hij in. Hij erkent nu publiekelijk zijn zonde, ontbloot zijn borst. Mensen zien de letter A of menen deze te zien. Hij sterft in Hesters armen.
Chillingworth overlijdt een jaar later en laat een aanzienlijke erfenis na aan Pearl. Hester bereidt zich erop voor om in Europa een nieuw leven te beginnen met haar dochter. Vele jaren later keert Hester alleen terug. Ze draagt nog steeds de rode letter op haar kleed en trekt zich terug in haar oude huisje, waarna ze zich opnieuw wijdt aan liefdadigheidswerk. Ze krijgt af en toe brieven van Pearl, die met een Europese aristocraat is getrouwd en nu zelf een gezin heeft. Wanneer Hester overlijdt, wordt ze naast Dimmesdale begraven. De twee delen een grafsteen waarop een scharlakenrode "A" staat.

## Stijl en structuur
Hawthorne vertelt het verhaal in een schrijfstijl en met een woordenschat die lezers in 1850 vertrouwd was. De personages praten echter zoals de puriteinen van omstreeks 1600. De zinnen zijn veelal complex en de woordenschat is zeer uitgebreid. Het perspectief is dat van de alwetende verteller, die van tijd tot tijd eigen commentaar invoegt. In het lange inleidende hoofdstuk The Custom House, in de ik-vorm geschreven, zet Hawthorne zich neer als de verteller. Uitvoerig beschrijft hij hoe geworteld hij is in Salem, een kustplaatsje ten noorden van Boston, en hoe hij komt te werken in het douanekantoor. Met fijne ironie wordt de ledigheid en oppervlakkigheid van enkele collega's geschetst. Ten gevolge van een politieke verschuiving - een partij komt aan de macht die niet die van de verteller is - verliest hij zijn werk en vindt hij gelegenheid het verhaal te schrijven. In 24 korte hoofdstukken ontvouwt zich dan het verhaal. In de tijd gezien beslaat het zeven jaar. De hoofdmomenten vinden plaats wanneer Pearl een baby is, wanneer zij drie jaar is en wanneer zij zeven jaar is. Dit verhaal berust op een schrijvershandgreep: in een rommelkamer van het kantoor zou de verteller oude documenten hebben gevonden met betrekking tot Hester Prynne. Bij die documenten bevond zich een stuk half vergane, verbleekt-rode stof in de vorm van de letter A. Hij houdt het even tegen zijn borst en ervaart dan een brandende hitte. Hier en op andere plaatsen zoekt Hawthorne de grens op tussen realistische beschrijving en fantasie.